# Randal Berkeley
Randal Thomas Mowbray Berkeley (ur. 30 stycznia 1865 w Brukseli, zm. 15 stycznia 1942 w Berkeley Castle) –  brytyjski arystokrata i naukowiec, najstarszy syn George’a Berkeleya, 7. hrabiego Berkeley, i Cecile Drummond, córki Edwarda Drummonda.

## Życiorys
Wczesne lata życia Berkeley spędził we Francji. Kiedy przybył do Wielkiej Brytanii wstąpił do Royal Navy i rozpoczął służbę na HMS Britannia w 1878 r. Berkeley był zdolnym oficerem, ale często popadał w konflikt z przełożonymi. Jego zainteresowanie matematyką i fizyką doprowadziły do decyzji o opuszczeniu służby w 1887 r. Rok później, po śmierci ojca, odziedziczył tytuł hrabiego Berkeley. Od śmierci swojego kuzyna, Thomasa, w 1882 r. status tytułu nie był pewny. Ojciec Randala nigdy nie uzyskał potwierdzenia swojego tytułu. Randal kontynuował jego starania w tym kierunku. Udało mu się doprowadzić do potwierdzenia tytułu (ale tylko w stosunku do swojej osoby) w 1891 r. Zasiadł wtedy w Izbie Lordów. Po śmierci swojego kuzyna, Charlesa w 1916 r., odziedziczył jego posiadłości ziemskie. Zamek Berkeley znajdował się w ruinie i Randal poświęcił wiele pieniędzy na jego renowację.
W międzyczasie pracował w laboratorium chemicznym w Kensington, jednak po poważnej chorobie zrezygnował z tej pracy i zakupił rezydencję w Foxcombe na przedmieściach Oksfordu. Rozpoczął również pracę w laboratoriach Christ Church i Balliol College na tamtejszym uniwersytecie. Jego badania dotyczyły struktury kryształów i elektrolizy szkła. W 1898 r. zbudował laboratorium w Foxcombe i rozpoczął badania nad ciśnieniem osmotycznym. W kolejnych latach dołączyli do niego Ernald Hartley, Alfred William Porter i Charles Vandeleur Burton. Berkeley opublikował pracę o osmotycznej teorii roztworów (Contributions of Osmotic Theory of Solutions, "Philosophical Magazine" z kwietnia 1909 r.) oraz o rozpuszczalności z perspektywy osmozy (Solubility and Supersolubility from the Osmotic Standpoit, "Philosophical Magazine" z sierpnia 1912 r.). W 1908 r. został członkiem Towarzystwa Królewskiego.
9 listopada 1887 roku poślubił Kate Brand (zm. 29 marca 1898), córkę Williama Branda. 8 listopada 1924 roku ożenił się po raz drugi z Mary Elmen Lloyd Lowell (ur. ok. 1884, zm. 11 sierpnia 1975), córkę Johna Lowella. Z obu tych małżeństw nie doczekał się potomstwa.
Lord Berkeley zmarł w wieku 77 lat. Wraz z jego śmiercią status tytułu hrabiowskiego stał się ponownie niejasny. Ponieważ został on tylko potwierdzony osobiście dla 8. hrabiego, nie przypadł on jego bratankowi, kompozytorowi Lennoxowi Berkeleyowi. Tytuł jest obecnie określony jako „wygasły lub zawieszony” (ang. extinct or dormant).